# Schöppenstedter Mulde

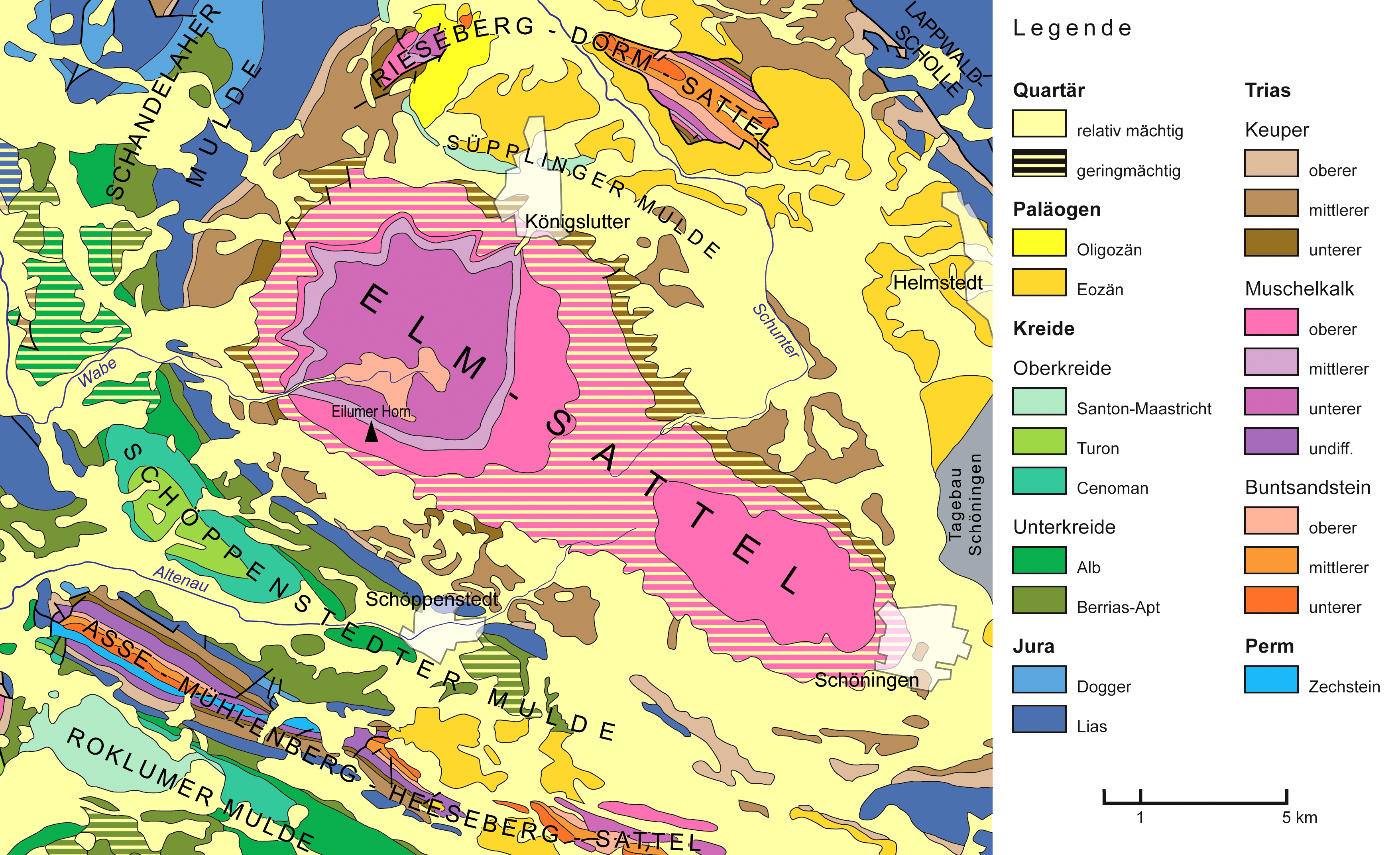
Geologische Karte mit Elm, Asse und der Mulde

Die Schöppenstedter Mulde, auch Schöppenstedter Lößmulde oder Kreidemulde, ist eine
lößbedeckte Senke in den niedersächsischen Landkreisen Wolfenbüttel und Helmstedt, die zwischen dem Elm im Nordosten und den Höhenzügen Asse und Heeseberg im Südosten liegt. Sie erstreckt sich von Nordwesten nach Südosten über eine Länge von etwa zwanzig Kilometern bei einer Breite von über sieben Kilometern.

## Beschreibung

### Lage und Naturräume
Die Längsachse der Schöppenstedter Mulde verläuft von Apelnstedt im Nordwesten über Dettum, das namensgebende Schöppenstedt, Warle, Ingeleben und Dobbeln bis Söllingen zum Rand der Schöninger Aue (512.23). Im Südwesten begrenzt zwischen Asse und Heeseberg die Remlinger Mulde (512.10) den Naturraum mit der Ordnungszahl 512.13. Er ist Bestandteil des Asse-Elm-Hügellands, der wiederum Unterraum des Ostbraunschweigischen Hügellands ist.
Am Elmrand zwischen Lucklum, Eitzum und Hoiersdorf erreicht der Muldenrand im Mittel eine Höhe von 150 m ü. NHN, teilweise bis 170 m, während auf der gegenüberliegenden Seite zwischen Mönchevahlberg, Barnstorf (Uehrde) und Jerxheim um die 110 m, teilweise bis 130 m erreicht werden. Das Tal der Altenau liegt bei Bansleben auf einer Höhe von etwa 95 m und fällt nach Westen hin auf unter 90 m ab. Ansonsten steigt die Mulde nach Südosten bis auf über 100 m bei Dobbeln an und wird durch tertiäre Schichten bei Watzum bis über 130 m hoch.

### Geologie
Am Elmrand stehen Schichten von Keuper an, die sich bis Dobbeln erstrecken. Im westlichen Teil der Mulde tritt in den Randlagen von Elm und Asse Gestein der Unterjura zutage, in der Senke bestimmen verschiedene Formationen der Kreide und Ablagerungen der Weichsel-Kaltzeit die Bodenbeschaffenheit – mit Ausnahme des diluvialen Tals der Altenau. Im mittleren und östlichen Teil erheben sich die bereits erwähnten tertiären Schichten und es finden sich Ablagerungen aus der Saale-Kaltzeit. Die Löß-Schichten aus Schwarzerde erreichen eine Mächtigkeit von bis zu zwei Metern.

### Wasserscheide
Wie beim Elm, so verläuft die Elbe-Weser-Wasserscheide quer zur Talsenke: Nach Westen entwässert die Altenau das Gebiet zur Oker und damit zur Weser; östlich von Schöppenstedt fließen der Bremsenbach und der Lahbach über den Dammgraben bei Söllingen in die Schöninger Aue, die über Bode und Saale zur Elbe abfließt.

## Bedeutung

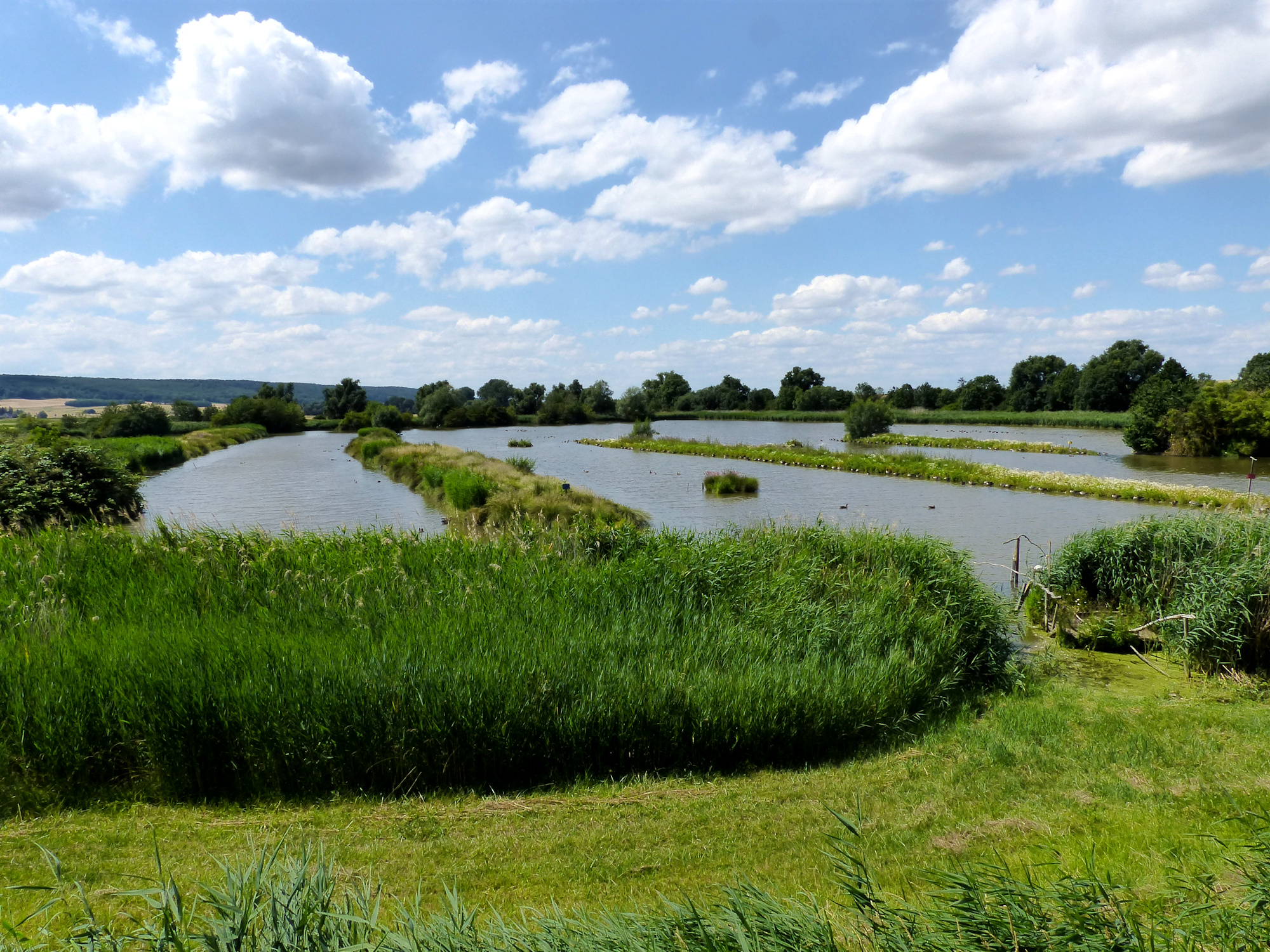
Blick über das Wasservogelreservat Schöppenstedter Teiche Richtung Asse

### Landwirtschaft und Natur
Die Mulde ist eine ausgesprochen fruchtbare Landschaft, in der sich u. a. in Evessen und an der Hünenburg bei Watenstedt frühgeschichtliche Siedlungsspuren finden. Entsprechend wird die Landschaft durch ausgedehnte hügelige Ackerflächen geprägt und ist nahezu waldlos. Der nördliche Teil ist Bestandteil des Naturparks Elm-Lappwald. Rund um das Landschaftsschutzgebiet Vilgensee gibt es kleine naturbelassene Gewässerabschnitte und im Bereich des Landschaftsschutzgebiets Lah, Küblinger Trift und angrenzende Landschaftsteile bewaldete Gebiete. Die ehemaligen Klärteiche der Zuckerfabrik Schöppenstedt sind als Wasservogelreservat Schöppenstedter Teiche ein geschützter Landschaftsbestandteil und Beispiel für die Umnutzung ehemaliger Industrieanlagen.

### Wirtschaft und Verkehr
Entlang der Gewässer sind mehrere Mühlen wie die Banslebener Kuckucksmühle sowie einige Windmühlen nachgewiesen. Die Mulde wurde früher durch zwei Bahnstrecken erschlossen: Entlang dem Elmrand verlief bis 1971 die Braunschweig-Schöninger Eisenbahn bis nach Schöningen, auch „Zucker- und Salzbahn“ genannt. Im Tal der Altenau verläuft noch heute die Bahnstrecke Wolfenbüttel–Oschersleben, wobei der Verkehr nur noch bis Schöppenstedt bedient wird. Der Rest der Strecke ist überwiegend demontiert. Beide Strecken bedienten Zuckerfabriken, Getreidesilos und Stätten der Salzproduktion. Die Zuckerfabriken sind stillgelegt worden, die Saline in Schöningen wurde 1970, die Salzförderung in der Asse 1964 eingestellt. Die landwirtschaftlichen Produkte werden heute durch Lastkraftwagen zu den entfernten Mühlen und Zuckerfabriken transportiert oder direkt vermarktet.